# Cristiane Rozeira
Cristiane Rozeira de Souza Silva (sinh ngày 15 tháng 5 năm 1985), còn được gọi là Cristiane, là một cầu thủ bóng đá người Brazil chơi cho câu lạc bộ Brasil São Paulo và đội tuyển bóng đá nữ Brasil. Là một tiền đạo sung sức, cô là một thành viên của các đội tuyển từng giành huy chương bạc của Brazil tại các giải đấu bóng đá thuộc khuôn khổ Thế vận hội Mùa hè 2004 và 2008. Tổng cộng cô đã tham gia vào bốn Giải vô địch bóng đá nữ thế giới và bốn kỳ Thế vận hội Olympic.
Ở cấp CLB, Cristiane từng chơi chuyên nghiệp ở Pháp, Đức, Thụy Điển, Hoa Kỳ, Nga và Hàn Quốc, cũng như ở quê hương Brazil của cô.

## Từ 2009
Cristiane được cho mượn trong thời hạn ba tháng đến đội bóng Santos vào ngày 14 tháng 8 năm 2009 để chơi ở Copa Libertadores. Cô đã giúp câu lạc bộ của mình giành chiến thắng cả hai giải đấu và ghi một bàn thắng trong trận chung kết Copa do Brasil.
Vào tháng 9 năm 2011, cô gia nhập WFC Rossiyanka, một đội tuyển thuộc giải đấu Champions League của Nga. Một năm sau, cô chuyển đến São José Esporte Clube của São José dos Campos, Brazil. Đầu năm 2013, có nguồn tin báo rằng Cristiane sẽ tham gia Goyang Daekyo Noonnoppi WFC (Daekyo Kangaroo) tại Hàn Quốc WK-League. Cô rời Hàn Quốc ngay sau đó, để gia nhập Centro Olímpico ở Brazil.
Vào tháng 8 năm 2015, Cristiane và đồng nghiệp Érika đã thực hiện một lần chuyển nhượng kép các ứng viên của Giải Bóng đá Nữ Vô địch Câu lạc bộ châu Âu của Paris, Paris Saint-Germain Féminines. Huấn luyện viên của Paris, Farid Benstiti biết Cristiane do từng là lãnh đạo của cô tại Rossiyanka.
Vào tháng 7 năm 2017, Cristiane gia nhập Changchun Zhuoyue từ Paris Saint-Germain Féminines.